# Dolpa
Der Distrikt Dolpa (Nepali डोल्पा जिल्ला Dolpa Jillā) ist einer von 77 Distrikten in Nepal und gehört seit der Verfassung von 2015 zur Provinz Karnali und ist nach der Fläche der größte Distrikt in Nepal.
Der Verwaltungssitz befindet sich im Ward Dunai der Stadt Thuli Beri.

## Geographie
Der Distrikt gilt als eines der abgelegensten Gebiete Nepals. Dolpa wird im Osten vom ehemaligen Königreich Lo (heute Mustang), im Süden von den Distrikten Myagdi, Rukum und Jajarkot sowie im Westen von den beiden Distrikten Jumla und Mugu umgeben. Im Norden grenzt die Region an das Autonome Gebiet Tibet der Volksrepublik China.
Noch bis zum November 2018 verfügte er über keine Straßenverbindung zu anderen Distrikten. Am 18. November wurde eine 103 km lange Straße von Pasagadh im Distrikt Jajarkot eröffnet, die den Hauptort Dunai mit dem nationalen Straßennetz verbindet.
Fast die Hälfte des Distriktes wird mit 3555 km² vom Sche-Phoksundo-Nationalpark eingenommen. Dieser liegt im nördlichen Teil des Distriktes, der Dolpo-Region.

## Geschichte
Der Distrikt lag ursprünglich in der Verwaltungszone Karnali.

## Einwohner
Im Jahr 2011 lebten 36.700 Einwohner in Dolpa.
Die Bevölkerung ist überwiegend hinduistisch oder buddhistisch; etwa 5 % sind Anhänger der alten Bön-Religion.

## Verwaltungsgliederung
Städte im Distrikt Dolpa:
- Thuli Bheri
- Tripura Sundari

Gaunpalikas (Landgemeinden):
- Dolpo Buddha
- She Phoksundo
- Jagadulla
- Mudkechula
- Kaike
- Chharka Tangsong

Bis 2017 bestand der Distrikt Dolpa aus den folgenden Village Development Committees (VDCs):
- Bhijer
- Chharka
- Dho
- Dunai
- Juphal
- Kaigaun
- Kalika
- Khadang
- Lawan
- Likhu
- Majhfal
- Mukot
- Narku
- Pahada
- Phoksundo
- Raha
- Rimi
- Sahartara
- Saldang
- Sanhu
- Sarmi
- Tinje
- Tripurakot